# La Serrada
La Serrada település Spanyolországban, Ávila tartományban. La Serrada El Fresno, Salobral, Muñopepe, Casasola és La Colilla községekkel határos. Lakosainak száma 135 fő (2024).

## Népesség
A település népessége az utóbbi években az alábbiak szerint változott:
| Lakosok száma | 149  | 137  | 131  | 128  | 115  | 113  | 117  | 117  | 134  | 135  |
|               | 2001 | 2004 | 2006 | 2009 | 2011 | 2014 | 2016 | 2019 | 2021 | 2024 |